# Konstantin (Sohn des Theophilos)

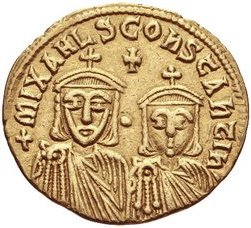
Konstantin (rechts) mit seinem Großvater Michael II. auf dem Revers eines Solidus seines Vaters Theophilos

Konstantin (mittelgriechisch Κωνσταντῖνος, * zwischen 821/22 und 829; † um 830, spätestens 835 in Konstantinopel) war ein byzantinischer Mitkaiser.

## Leben
Konstantin war wahrscheinlich der älteste Sohn des Kaisers Theophilos und der Theodora. Er hatte fünf Schwestern (Thekla, Anna, Anastasia, Pulcheria, Maria) und einen jüngeren Bruder, den späteren Kaiser Michael III. Als Theophilos am 2. Oktober 829 die Nachfolge seines Vaters Michael II. als Basileus antrat, avancierte Konstantin zum Thronfolger. Bald darauf wurde er zum Mitkaiser gekrönt und erscheint als solcher auf Münzen seines Vaters. Konstantin starb noch im Kindesalter und wurde in der Apostelkirche zu Konstantinopel beigesetzt.
Über den Zeitpunkt der Krönung Konstantins besteht ebenso wenig Klarheit wie über sein Geburts- und Todesdatum. Der Prosopographie der mittelbyzantinischen Zeit zufolge dürfte er in den (späten) 820er-Jahren zur Welt gekommen und noch vor 831 gestorben sein. Jedenfalls wird im Zeremonienbuch für 831 nur ein Kaiser erwähnt; zudem fehlt Konstantin auf Siegeln, die in den Jahren 831/32 und 832/33 geprägt wurden (was aber auch bedeuten kann, dass er erst 833 zum Mitkaiser erhoben wurde). Sein Todesjahr ist spätestens 835 anzusetzen, denn im Jahr darauf wurde seine Schwester Maria noch als kleines Kind mit dem kurz zuvor – möglicherweise aber schon 831 – zum Kaisar erhobenen General Alexios Musele verheiratet bzw. verlobt, da Theophilos zu diesem Zeitpunkt keinen männlichen Thronerben mehr hatte; der spätere Kaiser Michael III. wurde erst 839 geboren.